# Acide isonicotinique
L'acide isonicotinique est un composé aromatique constitué d'un noyau de pyridine (azine) substitué par un groupe carboxyle en position 4. C'est l'isomère de l'acide nicotinique (ou niacine), plus connu sous le nom de vitamine B3, pour lequel le groupe carboxyle est en position 3, et de l'acide picolinique (acide picolique) pour lequel le groupe carboxyle est en position 2.

## Dérivés
On appelle acides isonicotiniques les dérivés de l'acide isonicotinique, parmi lesquels on compte :
- l'éthionamide ;
- l'iproniazide ;
- l'isoniazide ;
- le nialamide.

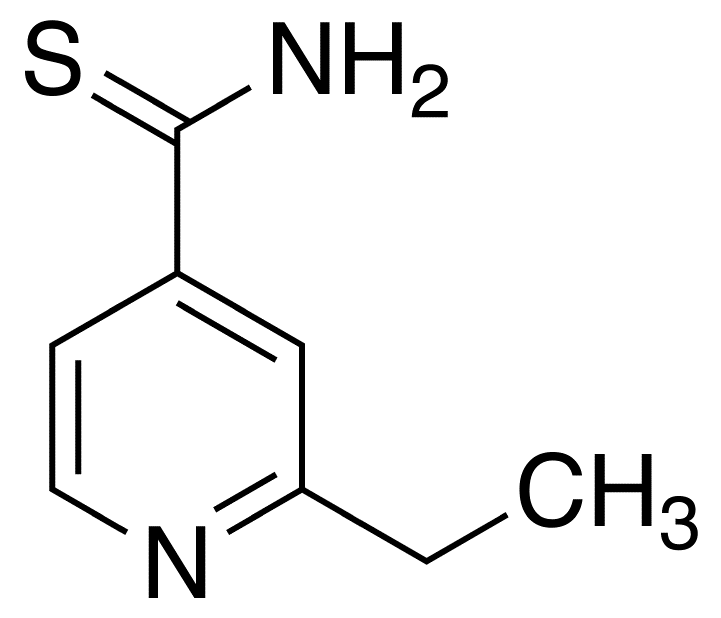
Éthionamide
Iproniazide
Isoniazide
Nialamide